# HLA-B27
HLA-B27 (англ. Human Leukocytes Antigen B27) e антиген на човешките бели кръвни клетки. Това са белтъчни молекули, кодирани от съответните гени на ДНК в клетъчното ядро, които, свързвайки се с пептиди, изграждат антиген на повърхността на клетката, който е като „знаме“ за имунните клетки, по което разбират дали да унищожат или подминат въпросната клетка.
Като ген, HLA-B27 представлява последователност от нуклеотидни двойки в рамките на ДНК-веригата, в която последователност се отличават два вида участъци според това дали участват в генното проявяване (англ. gene expression) – интрони, които не участват, и екзони, които участват. По-точно, когато РНК-полимеразата се пркрепи към ДНК и започне процесът на транскрипция (букв. преписване), се създава първична информационна РНК, която все още съдържа интрони и екзони. След своеобразно отсичане на интроните, останалите екзони биват снадени един към друг в оригиналната си последователност. Така вече у получена зряла иРНК се съдържат само екзони, които да участват в генното проявяване в рибозомите чрез процеса на транслация (букв. превеждане, т.е. превеждане от „езика на РНК“ на „езика на белтъците“). Преди всичко, измененията в екзони 2 и 3 на HLA-B27 обуславят неговото многообразие. Тези два екзона съответно кодират α1- и α2-областите на производния от HLA-B27 белтък. Оттук и спецификите на белтъка при свързването му с пептиди, за да се изгради антигенът. Именно сред тези пептиди, изучавайки многообразието на HLA-B27, учените търсят един или повече потенциални артрит-пораждащи пептиди във връзка с патогенезата на спондилоартропатиите (англ. SpA).
В 2001 г. М. А. Кхан описва 25 алела, които отговарят за кодирането на 23 протеина: от HLA-B*2701 до B*2723.

## Устройство на HLA-B27-белтъка
Както и останалите MHC-I-молекули, белтъците, кодирани от HLA-B27, са клетъчноповърхностни гликопротеини, изградени от две полипептидни вериги – тежка верига с 340 аминокиселини, кодирани в хромозома №6, и лека не-многообразна верига β2-микроглобулин.

## Алели на HLA-B27
Степента на болестотворност на даден алел е в зависимост от расовата принадлежност и типа на спондилоартропатията.
- HLA-B27*05 – най-широко разпространеният, от който най-вероятно са произлезли всички останали; наличието му се свързва с висок риск от развитие на АС.[5]
- От HLA-B*2701 до HLA-B*2710 всички имат отношение към спондилоартропатиите, но B*2706 при югоизточните азиатци и B*2709 при сардинците не се свързват с АС.

## Изследване за HLA-B27
- Чрез определяне на последователностите в ДНК (англ. DNA sequencing), по-точно чрез прилагането на полимеразна верижна реакция (англ. Polymerase Chain Reaction, PCR) – служи за засичане на HLA-B27-като част от спиралата от нуклеотидни двойки в ДНК.
- Чрез поточно клеткомерене, още поточна цитометрия (от англ. cytometry, от гр. κύτος „клетка“ и μέτρον „мярка“) – служи за засичане на представени (същото като „проявени“) HLA-B27-антигени по клетъчната повърхност на Т-клетките в кръвните проби.